# Жетулиу Варгас (муниципалитет)
Жетулиу Варгас (порт. Getúlio Vargas) — муниципалитет в Бразилии, входит в штат Риу-Гранди-ду-Сул. Составная часть мезорегиона Северо-запад штата Риу-Гранди-ду-Сул. Входит в экономико-статистический микрорегион Эрешин. Население составляет 16 095 человек на 2006 год. Занимает площадь 286,564 км². Плотность населения — 56,2 чел./км².

## История
Город основан 18 декабря 1934 года.

## Статистика
- Валовой внутренний продукт на 2003 составляет 139.346.916,00 реалов (данные: Бразильский институт географии и статистики).
- Валовой внутренний продукт на душу населения на 2003 составляет 8.556,77 реалов (данные: Бразильский институт географии и статистики).
- Индекс развития человеческого потенциала на 2000 составляет 0,790 (данные: Программа развития ООН).

## География

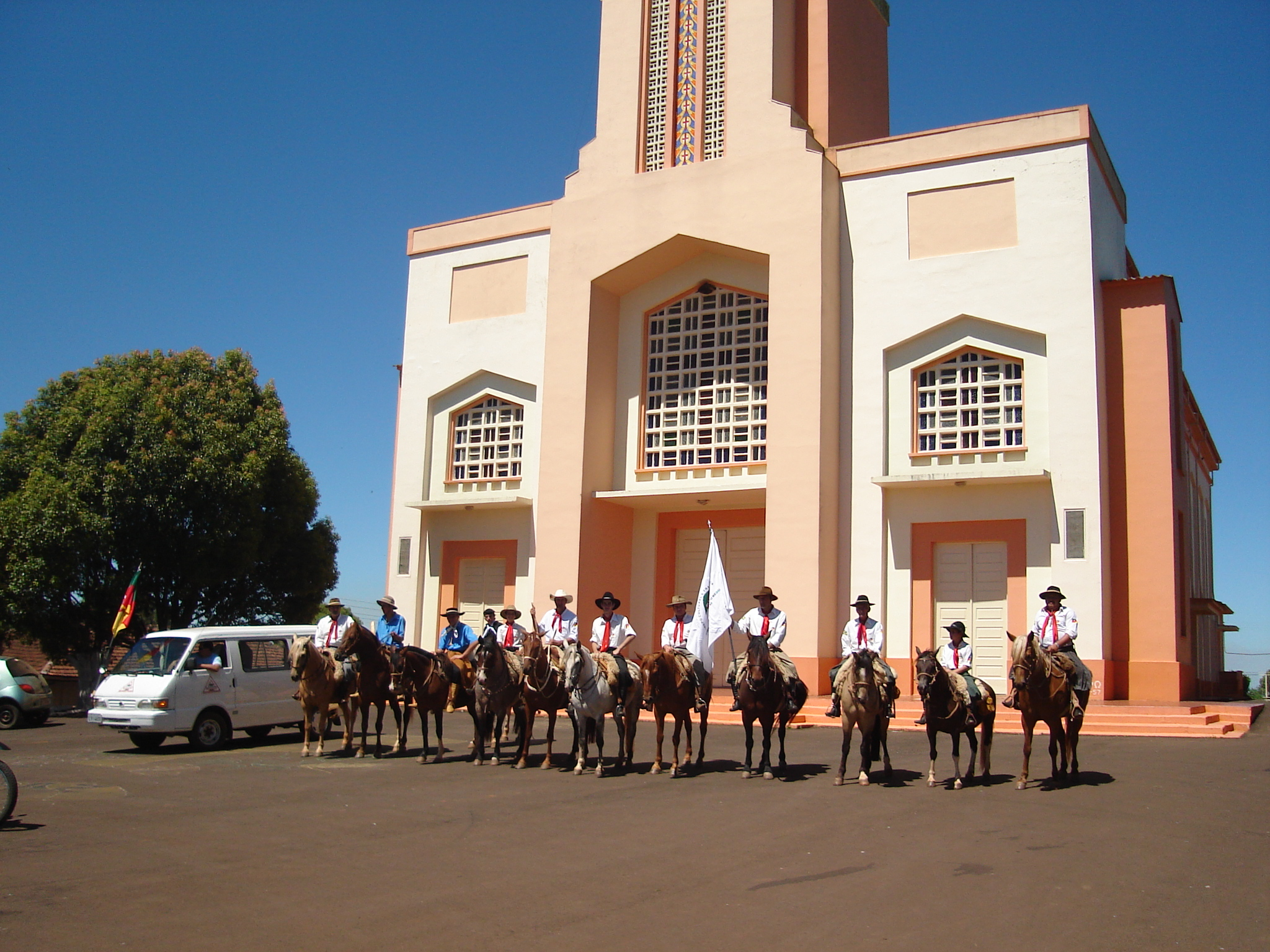
Собор

Климат местности: субтропический.